# For You (Prince-Album)
For You (englisch für Für Dich) ist das Debütalbum des US-amerikanischen Musikers Prince, wobei er alle Songs arrangierte, komponierte, produzierte und vorträgt. Zudem spielte er alle Musikinstrumente selbst ein. Das Album erschien am 7. April 1978 bei dem Label Warner Bros. Records.
Die ersten Songs für For You nahm Prince 1976 im Alter von 18 Jahren auf. Die Albumaufnahmen dauerten insgesamt fünf Monate und die Produktionskosten betrugen 170.500 US-Dollar (damals ungefähr 396.000 DM), womit das von Warner Bros. Records vorgegebene Budget von 180.000 US-Dollar, das für die ersten drei Prince-Alben zusammen galt, fast verbraucht war. Die Musik wird von Contemporary R&B dominiert, zudem sind Genres aus Disco, Funk, Pop und Rock zu hören. Die Liedtexte handeln ausschließlich von Liebe und Sex.
Im Vergleich zu späteren Prince-Alben bewerteten Musikkritiker For You überwiegend verhaltend und kommerziell erfolgreich war das Album nicht; es konnte international keinen Gold- oder Platinstatus erreichen. Zudem war das Medieninteresse im Jahr 1978 sehr gering. Eine Tournee zum Album durfte Prince nicht spielen, weil Warner-Manager von dessen Live-Qualitäten noch nicht überzeugt waren.

## Entstehung

### Erste Songs von Prince
Die ersten Songs nahm Prince mit seiner damaligen Begleitband im Frühjahr 1976 in einem 8-Spur-Tonstudio namens Moon Sound in der Nähe des Lake Nokomis im Süden von Minneapolis in Minnesota auf. Dieses Tonstudio gehörte dem gebürtigen Engländer Chris Moon (* 1952), der es für 25 US-Dollar (damals ungefähr 58 DM) pro Stunde an ihn vermietete. Als sich Prince noch im Frühjahr 1976 von seiner Band trennte, durfte er anschließend im Moon Sound aber kostenlos Musik aufnehmen, weil er für Chris Moon Gedichte und Texte vertonte, die dieser verfasst hatte. Moon half Prince, sein anfangs schüchternes Naturell zu überwinden, indem er ihm vorschlug, sich im Tonstudio im Dunkeln auf den Fußboden zu legen und dann zu singen. Zudem organisierte er ihm verschiedene Schlagzeuger, doch Prince wollte bei seinen eigenen Songs selbst Schlagzeug einspielen und übte daher intensiver als zuvor.
Ab Sommer 1976 verbrachte Prince die meiste Zeit des Jahres im Moon Sound und stellte insgesamt 14 Songs fertig, bei denen überwiegend Moon die Liedtexte geschrieben hatte. Ausnahmen bildeten die fünf Songs Baby, I’m Yours, Jelly Jam, Leaving for New York und Since We’ve Been Together, die Prince komplett selbst geschrieben hatte. Die vier Songs Baby, I’m Yours, Soft and Wet und Love Is Forever, das Prince später mit leicht abgeändertem Liedtext in My Love Is Forever umbenannte, platzierte er auf seinem Debütalbum For You. Das Instrumentalstück Jelly Jam involvierte er in Just as Long as We’re Together und die erste Aufnahme von Soft and Wet besitzt einen anderen Liedtext als die veröffentlichte Version. Die Piano-Ballade Leaving for New York enthält die für Prince’ spätere Karriere typischen Worte „purple“, „rain“ und „dawn“, ist aber, genau wie Since We’ve Been Together, bis heute (2025) unveröffentlicht.
Neben seiner Arbeit im Tonstudio nahm Prince auch Songs auf einem herkömmlichen Kassettenrekorder auf, beispielsweise Don’t You Wanna Ride, Nightingale, Rock Me Lover und Spending My Time, die aber alle nicht veröffentlicht wurden. Im Herbst 1976 lehnte Chris Moon Prince’ Angebot ab, sein Manager zu werden. Deswegen flog Prince im Alter von 18 Jahren allein nach New York City, um dort seine Songs bei Schallplattenfirmen vorzustellen. Er hatte Demoaufnahmen von den vier Songs Baby, Love Is Forever, Soft and Wet und dem bis heute unveröffentlichten Aces dabei. Prince wohnte vorübergehend bei seiner Halbschwester Sharon Nelson (* 22. März 1940) in Manhattan und stellte sich unter anderem bei Atlantic Records vor, einem der größten Independent-Labels. Er wurde aber mit der Begründung, seine Musik sei „zu sehr Mittlerer Westen“, abgelehnt. Während Prince in New York verweilte, spielte Moon Demoaufnahmen von Prince’ Songs Owen Husney (* 8. September 1947) vor, der in Minneapolis eine Werbeagentur besaß und Beziehungen in die Musikindustrie hatte. Husney erzählte in einem späteren Interview, er habe Moon „Wer ist diese Band?“ gefragt, und bekam als Antwort, es sei „nur ein Typ, der spielt, singt und alles andere auch macht“. Wenig später wurde Husney Prince’ Manager und gründete eine Verwaltungsgesellschaft mit Namen American Artists Inc., bei der Prince im Dezember 1976 einen Vertrag unterzeichnete, der ihm finanzielle Unterstützung einbrachte. Husney kaufte ihm verschiedene Musikinstrumente und Prince nahm seine Songs fortan in Minneapolis im Loring Park Rehearsal Room auf, ein in Husneys Büro provisorisch umfunktionierter Probenraum.
Dann kontaktierte Husney den Toningenieur David Z. Rivkin (* 1953), dessen jüngerer Bruder Bobby Z. (* 1956) später Schlagzeuger in Prince’ Band wurde. Rivkin arbeitete damals in Minneapolis in einem Tonstudio namens Sound 80, in dem er gemeinsam mit Prince die zuvor im Moon Sound-Studio aufgenommenen Songs neu einspielte. Im Sound 80 benutze Prince zum ersten Mal den damals neu auf den Markt gekommenen vierstimmigen Oberheim-Synthesizer. Ein lokaler Synthesizer-Spieler unterstützte ihn dabei. Rivkin und Prince arbeiteten im Sound 80 den gesamten Winter 1976 auf 1977 zusammen. Chris Moon zog sich in dieser Zeit zurück und hatte nur noch bis zum Jahr 1982 sporadisch Kontakt zu Prince.

### Prince’ Image wird festgelegt

V. l. n. r.: Jessi Colter, Willie Nelson und Jimmy Carter, 1978

Prince wollte ursprünglich „Mr. Nelson“ – nach seinem realen Nachnamen – als Pseudonym für seine Musikkarriere wählen. Aufgrund der Ähnlichkeit und einer möglichen Verwechslungsgefahr mit dem amerikanischen Country-Sänger Willie Nelson riet ihm Chris Moon jedoch davon ab und schlug „Prince“ vor, wonach sich der Musiker richtete.
Owen Husney und Prince führten längere Diskussionen darüber, welches Image Prince im Musikgeschäft bekommen sollte und wie er sich von anderen Musikern unterscheiden könnte. Husney wollte der Öffentlichkeit so wenig wie möglich über Prince offenbaren, damit dieser als mysteriöser Künstler wahrgenommen würde und Neugierde erzeugte. Zudem riet er Prince, sich um ein Jahr jünger auszugeben, was Prince am Anfang seiner Karriere auch tat. Husney meinte, so würde Prince noch mehr als Wunderkind angesehen werden. „Ich dachte, wenn er mit 18 Jahren so viel wert war, wäre er mit 17 noch wertvoller“, sagte er in einem späteren Interview.
Am 8. April 1977 veröffentlichte die lokale Zeitung Minnesota Daily ein Interview mit Prince, in dem er sagte, im Idealfall wolle er Jazz unter einem Pseudonym bei einem Musiklabel herausbringen und Popmusik bei einem anderen Label. Lisa Hendrickson, die Journalistin, die das Interview führte, beschrieb ihn als „ruhig, sogar unnahbar, mit einem schlauen Sinn für Humor und einem schnellen, intelligenten Lächeln“.

### Erster Schallplattenvertrag
Anfang April 1977 flogen Prince und Husney nach Kalifornien, um sich dort bei den fünf Schallplattenfirmen A&M Records, ABC/Dunhill, CBS Records, RSO Records und Warner Bros. Records vorzustellen. Husney wollte einen Vertrag über drei Alben aushandeln, obwohl damals Verträge üblicherweise über zwei Alben abgeschlossen wurden. Zudem wollte er, dass Prince seine Alben selbst produzieren dürfe, was ebenfalls als sehr ungewöhnliche Forderung galt. Schließlich verhandelte Husney nur noch mit den beiden Labels CBS Records und Warner Bros. Records; CBS stellte jedoch die Bedingung, der Earth-Wind-and-Fire-Bassist Verdine White solle das erste Prince-Album produzieren, was Husney aber ablehnte und sich für Warner Bros. Records. entschied.
Am 25. Juni 1977 unterzeichnete Prince bei Warner Bros. Records seinen ersten Schallplattenvertrag, der folgende Konditionen enthielt: Prince musste innerhalb von 27 Monaten drei Alben veröffentlichen, das erste Album innerhalb der ersten sechs Monate nach Vertragsunterzeichnung. Für dieses erste Album erhielt er eine Vorauszahlung von 80.000 US-Dollar (damals ungefähr 186.000 DM), das Gesamtbudget für die ersten drei Alben betrug 180.000 US-Dollar (damals ungefähr 418.000 DM).
Nach Ablauf der 27 Monate waren für Prince zwei Optionen vorgesehen: Er könnte den Vertrag um zwei Jahre verlängern, in denen er drei weitere Alben aufnehmen müsste, für die er insgesamt 225.000 US-Dollar (damals ungefähr 523.000 DM) bekommen sollte. Oder er verlängerte für nur ein Jahr, in dem er zwei Alben abliefern müsste, wofür er 250.000 US-Dollar (damals ungefähr 581.000 DM) erhalten würde. Letztendlich stand Prince bei Warner Bros. Records bis zum 31. Dezember 1999 unter Vertrag.
In seinem ersten Schallplattenvertrag ließ sich Prince zusichern, sein Debütalbum zumindest koproduzieren zu dürfen. Die damaligen Chefs der Musikabteilung von Warner Bros. Records – Mo Ostin und Lenny Waronka (* 3. Oktober 1941) – hatten Bedenken, den jungen und unerfahrenen Musiker als hauptverantwortlichen Produzenten einzusetzen. Deshalb schlug Ostin den Earth-Wind-and-Fire-Gründer Maurice White als Hauptproduzenten vor, den Prince jedoch ablehnte. Man einigte sich schließlich auf einen Executive Producer, der Erfahrung mit Tontechnik besaß und den gesamten Aufnahmeprozess des Albums überwachen sollte. Diese Aufgabe bekam Thomas Vicari (* 24. August 1948), ein erfahrener Toningenieur, der zuvor unter anderem mit Musikern wie Billy Preston und Carlos Santana zusammengearbeitet hatte.

### Albumaufnahmen beginnen

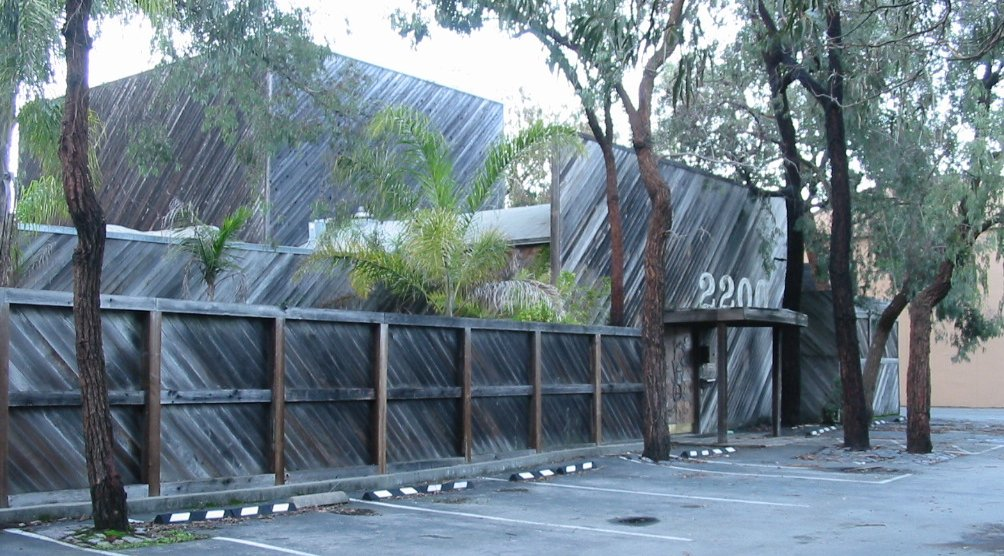
Das Record-Plant-Studio in Sausalito, Kalifornien (2010)

Nach der Vertragsunterzeichnung begannen Prince und Thomas Vicari im Sound-80-Studio in Minneapolis mit den Albumaufnahmen für For You. Es gab aber nach wenigen Tagen technische Probleme mit dem Mischpult, worauf Vicari vorschlug, die Aufnahmen in Los Angeles fortzusetzen. „Ich glaube, dass das Sound 80 für Vicari nicht gut genug war“, meinte einer der Toningenieure im Sound-80-Studio. Auch Husney zeigte sich von dem Vorschlag wenig begeistert, war aber kompromissbereit.
Letztendlich wurden die Aufnahmen für For You im Tonstudio Record Plant in Sausalito in Kalifornien fortgeführt. Prince, Vicari, Husney und seine Ehefrau wohnten in der Nähe des Studios in einem komfortablen dreistöckigen Apartment in Mill Valley mit Ausblick über die Bucht von San Francisco. Doch die Zusammenarbeit zwischen Prince und Vicari verlief wenig harmonisch; Steve Fontano, der als Toningenieurassistent am Album mitwirkte, beschrieb sie folgendermaßen: „Er [Prince] legte es definitiv darauf an, die Botschaft zu übermitteln: ‚Ich kann das alles allein, und ihr könnt mich am Arsch lecken‘“. Prince selbst äußerte sich moderater zum gleichen Thema: „Er [Vicari] war eigentlich mehr ein Tontechniker. Und vieles von dem, was er in die Arrangements nehmen wollte, lehnte ich ab. Deshalb dauerte die Produktion letztendlich auch fünf Monate lang.“ Als weiterer Toningenieur wurde David Z. Rivkin aus Minneapolis eingeflogen, um den Gesang von Prince aufzunehmen. Die beiden kannten sich bereits von den Aufnahmen im Sound-80-Studio. „Tommy Vicari war in erster Linie ein klassischer Toningenieur, der für Gesangsaufnahmen aber Hilfe benötigt“, sagte Rivkin.
Während der Albumaufnahmen im Record-Plant-Studio traf Prince mit Carlos Santana, Chaka Khan und Sly Stone drei Musiker, die ihn musikalisch inspirierten. Khan wollte eigentlich Stone treffen, was Prince als humoristischen Anlass nahm, Stone zu imitieren und Khan vorzugaukeln, er sei Sly Stone. Khan zeigte sich darüber wenig begeistert, hörte sich aber dennoch die Musik von Prince an. Santana wurde von Thomas Vicari ins Studio eingeladen, damit sich die Musiker kennen lernen konnten, weil Vicari vom Newcomer Prince begeistert war. Sly Stone wohnte zu der Zeit gelegentlich im Record-Plant-Studio und konnte jederzeit ein Zimmer beziehen. Also arrangierte Toningenieurassistent Steve Fontano ein Treffen zwischen Prince und Stone, doch gemäß Fontano war Stone „in einer seinen ‚Launen’ und fühlte sich nicht gut“, weswegen Prince und Stone sich lediglich die Hände schüttelten.
Die Albumaufnahmen dauerten vom 1. Oktober 1977 bis zum 22. Dezember 1977. Anschließend mieteten Prince, Rivkin, Husney und seine Ehefrau sowie Prince’ Schulfreund André Cymone (* 27. Juni 1958), der ihn gelegentlich in Sausalito besuchte, ein Haus in Hollywood Hills, und Prince führte in Los Angeles in Kalifornien im Tonstudio Sound Labs Mixing und Overdubs durch. Am 4. Januar 1978 traf er im Studio die US-amerikanische Rhythm-and-Blues-Sängerin Patrice Rushen, die damals ebenfalls dort arbeitete. Sie half ihm beim Programming von Synthesizern im Song Baby, spielte diese aber nicht selbst ein, wie sie erst 2021 in einem Interview bekannt gab. Ihr damaliger Freund Charles Veal Jr. (* 3. August 1947; † 23. Januar 2009) arrangierte die Saiteninstrumente in Baby. Erst Ende Februar 1978 beendete Prince sämtliche Arbeiten am Album For You. Damit hatten die Albumaufnahmearbeiten insgesamt fünf Monate gedauert. „Ich war körperlich völlig erledigt, als die Platte fertig war“, sagte Prince später der US-Zeitschrift Musician. Er habe eine „fehlerlose“ Platte machen wollen, die aber „zu wissenschaftlich“ gewesen sei. Nach der Fertigstellung habe er das Album nicht mehr hören können.
Die Produktionskosten betrugen insgesamt 170.500 US-Dollar, womit das von Warner Bros. Records vorgegebene Budget von 180.000 US-Dollar, das für die ersten drei Prince-Alben zusammen galt, bereits fast verbraucht war. Die technische Assistenz von David Z. Rivkin, Patrice Rushen und Charles Veal Jr. wird in den Liner Notes von For You nicht erwähnt.
Chris Moon erhob später Ansprüche, am Liedtext zu My Love Is Forever beteiligt gewesen zu sein – eine Regelung wurde später getroffen, die der Öffentlichkeit aber nicht bekannt gegeben wurde. Zudem bot er im Februar 2018, knapp zwei Jahre nach Prince’ Tod, seine von ihm zertifizierte Co-Autorenschaft am Song Soft and Wet für 490.000 US-Dollar (damals ungefähr 393.000 Euro) bei eBay an, zog das Angebot aber später wieder zurück.

## Gestaltung des Covers
Für die Covergestaltung engagierte Warner Bros. Records eigens einen Artdirector, den Prince allerdings ablehnte; stattdessen wählte er den Fotografen Joe Giannetti, der schließlich alle Aufnahmen von ihm für das Albumcover von For You machte. Das Frontcover ist in dunklen und gedämpften Farben gehalten und zeigt Prince mit Afrolook als verschwommenes Porträt, das in einem dunklen Raum aufgenommen wurde und von Kerzenlicht beleuchtet wird. „Er hatte einen riesigen Afro“ und „machte klar, dass er ihn nicht schneiden“ würde, sagte Giannetti.
Auf der LP-Innenhülle sowie im CD-Booklet ist ein schwarz-weißes Bild von Prince zu sehen, wie er vor einem großen ovalen Fenster scheinbar nackt auf einem Bett sitzt und auf einer Akustikgitarre spielt, die seinen Genitalbereich verdeckt. Doch Prince habe bei den Aufnahmen einen Badeanzug getragen, berichtete Giannetti. Dieses Foto lässt den Eindruck entstehen, Prince schwebe durch das Universum. Das gesamte Fotoshooting habe einen „ganzen Nachmittag“ gedauert und je „länger wir drehten“, desto entspannter sei Prince geworden, meinte Giannetti.  Die Liedtexte der einzelnen Songs sind nicht abgedruckt.

## Musik und Liedtexte

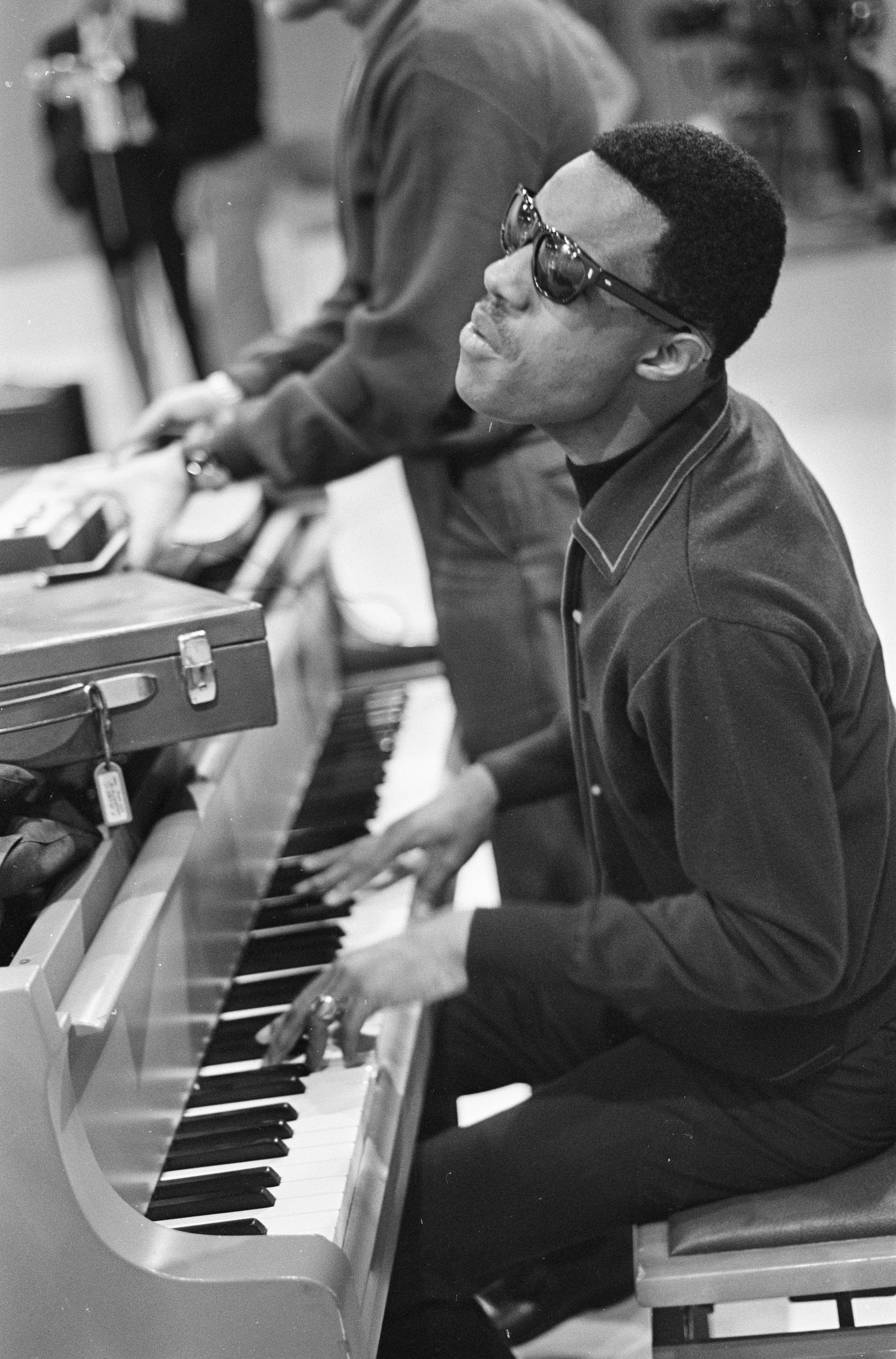
Stevie Wonder, 1967

Prince spielte jeden Song des Albums ohne weitere Studiomusiker alleine ein. Für gewöhnlich nahm er als erstes eine Basis aus Schlagzeug auf, fügte dann nacheinander Keyboards, Synthesizer, E-Bass, E-Gitarre sowie Akustische Gitarre und Congas hinzu; insgesamt wurden ihm 23 Instrumente zugeschrieben, die er auf dem Album selbst eingespielt hatte. Erst wenn alle beteiligten Musikinstrumente aufgenommen waren, fügte Prince seinen Gesang hinzu. Viele Songs folgen jedoch demselben Grundmuster, das um eine einzige musikalische Figur oder Phrase herum aufgebaut ist, die als Grundlage für Strophen und Refrain dient.
Die Musik ist überwiegend vom Genre Contemporary R&B dominiert, zudem ist Disco, Funk, Pop und Rock zu hören. Musikalische Einflüsse von den Bee Gees, Carlos Santana, Earth, Wind and Fire, George Benson, Michael Jackson, Sly & the Family Stone, Smokey Robinson, Stevie Wonder und The Stylistics sind erkennbar. Die Arrangements der Songs sind spärlich und hauptsächlich auf Synthesizern basierend; Prince setzt diese als Hauptinstrument ein, spielt Akkorde, Fills und Lead-Lines und zeigt damit, dass Synthesizer nicht nur für Soundeffekte oder Soli dienen können. Seine Technik, Synthesizer übereinander zu schichten und fließende Synthesizer-Linien einzubauen, die oft traditionelle Blasinstrumente ersetzen, wurde als „Minneapolis Sound“ bekannt.
Prince’ Singstimme klingt schüchtern und ungekünstelt als hitzig oder leidenschaftlich, was vielen Songs eine ähnlich klingende Qualität verleiht. Er singt alle Liedtexte melodisch vertont in seinem charakteristischen Falsettgesang. Sie handeln ausschließlich von Liebe, Sex und zwischenmenschlichen Beziehungen. Doch die zum Ausdruck gebrachten Emotionen sind nicht sehr tiefgründig. Die sechs Songs Crazy You, For You, In Love, Just as Long as We’re Together, My Love Is Forever und So Blue sind allesamt Liebeserklärungen und Sehnsüchte, aber die meisten Songs sind egozentrisch, mit wenigen Verweisen auf die Menschen, die sie bevölkern, wie sie sind, was sie tun oder denken. Die beiden Songs In Love und Soft and Wet beinhalten sexuelle Anzüglichkeiten.
1. For You
Der für das Album ungewöhnlichste Song ist das A-cappella-Titelstück, in dem Prince seine Stimme mit 46 Overdubs versah. Das Stück hat eine träumerische, schwebend wirkende Melodie, und obwohl es Liedtext besitzt, dominiert dieser den Song nicht, sondern geht in den allgemeinen Klangmustern unter, die Prince mit seiner Stimme geschaffen hat.[29][33] Der gesamte Liedtext lautet: „All dies und mehr ist für dich. Mit Liebe, Aufrichtigkeit und tiefster Fürsorge teile ich mein Leben mit dir“.
2. In Love
Die Up-tempo-Nummer besitzt einen Reggae-angehauchten Rhythmus, der von Synthesizern dominiert wird. Im Liedtext ist Prince in eine Frau verliebt und möchte sie „flachlegen“. Warum er sich verliebt hat erklärt er nicht. Stattdessen wiederholt er nur den Satz, dass er sich verliebt hat und „Ich kann einfach nicht ohne dich sein“.[32]
3. Soft and Wet
Der Song ist aus dem Bereich Funk und enthält einen ruckartigen, abgehackten Beat, der auf einem 6-Note-Bass und Synthesizer-Riff basiert. Ein zweiter musikalischer Abschnitt besteht hingegen aus einem fast Boogie-artigen Groove. Im Liedtext weicht Prince vom überwiegend romantischen Geist des Albums ab; es ist eine offene Lusterklärung, in der er seiner Geliebten mitteilt, er hat ein „Zuckerrohr“ und ihre „Liebe ist weich und nass“. Die Verwendung sexueller Anspielungen und Metaphern sind stilistische Mittel, die Prince während seiner gesamten Karriere eingesetzt hatte.[29]
4. Crazy You
Bei der sanften und ruhigen Akustiknummer steht eine Gitarrenphrase im Mittelpunkt, die Prince auf einer Akustikgitarre spielt. Im Liedtext begehrt er eine Frau, die eine „seltsame Art“ an sich hat, die er nicht näher beschreibt.[29] Aber „ich liebe dich trotzdem“, versichert Prince.
5. Just as Long as We’re Together
Das Uptempo-Tanzstück steht dem damaligen Disco-Stil (1978) näher als alle anderen Songs des Albums. Prince folgt jedem Refrain mit einer schnell absteigenden Gitarrenfigur. Der Song geht in einen langen funkigen Instrumental-Vamp über, wo Prince mit sich selbst jammt. Der Liedtext handelt von einer Liebesbeziehung zwischen einem jungen Paar, in der „Solange wir zusammen sind“ alles in Ordnung ist. Doch Prince erläutert nicht, warum alles in Ordnung ist, wenn es zusammen ist.[32][34]
6. Baby
Die sanfte R&B-Ballade wird von Streichern getragen. Prince’ mehrspuriges Gesangsarrangement ist dekorativ, aber die Musik wirkt zuweilen ereignislos und enthält nichts von der Dramatik, die dem Liedtext innewohnt; dieser beinhaltet das emotional reifste Thema aller Albumsongs und handelt von einer ungewollten Schwangerschaft bei einem jungen Paar. „Sollen wir weiter zusammenleben? Sollen wir sofort heiraten? Wie auch immer du dich entscheidest, ich werde dich immer lieben. Und wir werden jeden Tag stärker werden. Ich hoffe, unser Baby hat auch solche Augen wie du“, singt Prince unter anderem.[32][35]
7. My Love Is Forever
Das Stück ist aus dem Genre Funk und eines der einprägsamsten vom Album. Mit seinem eingängigen Refrain „do-do-do“" und den Synthesizern-Fills besitzt der Song eine entspannt wirkende Verspieltheit, die den meisten anderen Songs fehlt. Der Liedtext beschäftigt sich mit lebenslanger Hingabe;[32][34] „Du bist das Einzige, was mich am Leben hält. Du bist das Einzige, was meine Liebe am Leben hält. Du bist das Einzige, was ich jemals brauchen werde. Du brauchst dir keine Sorgen zu machen, denn meine Liebe ist für immer“, lautet der Refrain.
8. So Blue
Die ruhige R&B-Nummer konzentriert sich auf akustischer Gitarre und Bass. Im Liedtext wurde Prince von einer Frau verlassen und trauert der Beziehung nach; „Ich schätze, ich werde mein Leben einfach so, so traurig verbringen“, vermutet er.[32][34]
9. I’m Yours
Im Gegensatz zu den vorherigen Songs ist I’m Yours aus dem Genre Rock, in dem Prince seine musikalischen Fähigkeiten mit wiederholten Bass- und Gitarrensoli präsentiert. Das Stück ist sein erster Song aus diesem Genre und wirkt zuweilen, als ob er beweisen will, dass er tatsächlich Rockmusik spielen kann. Es ist der einzige Song auf dem Album mit einem musikalisch ausgeprägten Refrain. Im Liedtext behauptet Prince, noch Jungfrau zu sein. Aber er ist bereit, alles zu tun, was seine Geliebte will.[32][34]

## Titelliste und Veröffentlichungen
| 1                                                              | For You                        | 1:07 |
| 2                                                              | In Love                        | 3:36 |
| 3                                                              | Soft and Wet a                 | 3:02 |
| 4                                                              | Crazy You                      | 2:16 |
| 5                                                              | Just as Long as We’re Together | 6:23 |
| 6                                                              | Baby                           | 3:09 |
| 7                                                              | My Love Is Forever             | 4:09 |
| 8                                                              | So Blue                        | 4:27 |
| 9                                                              | I’m Yours                      | 5:01 |
| Spieldauer: 33:24 min.                                         |                                |      |
| Autor aller Songs ist Prince a Liedtext: Prince und Chris Moon |                                |      |

For You wurde am 7. April 1978 in den USA veröffentlicht. Das Album erschien auf LP und MC, später auch auf CD und als Download.

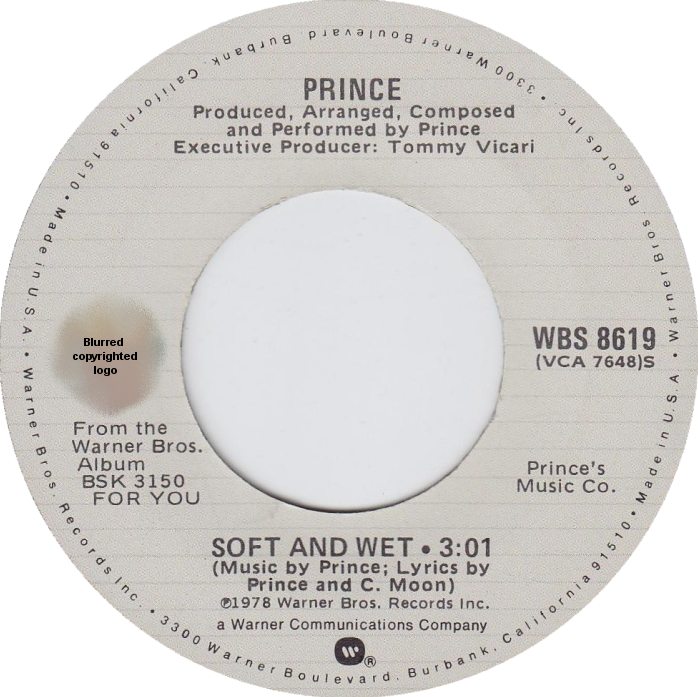
Prince’ Debütsingle Soft and Wet

### Singles
Zwei Singles wurden ausgekoppelt: Soft and Wet erschien am 7. Juni 1978, dem 20. Geburtstag von Prince. Als B-Seite dient So Blue. Seine Debütsingle wurde aber nur in den USA und in Südafrika veröffentlicht. Als zweite Single erschien am 21. November 1978 Just As Long As We’re Together in einer auf 3:25 Minuten gekürzten Version, als B-Seite ist In Love vorhanden. Die Single wurde nur in den USA und in Kanada ausgekoppelt

### Musikvideos
Zu Prince’ Debütalbum existieren keine Musikvideos. Erst zu Singleauskopplungen seines Nachfolgealbums im Jahr 1979 wurden Videos produziert.

### Coverversionen
Vereinzelt nahmen Musiker Coverversionen von den Songs des Albums auf. Der von MC Hammer im Jahr 1990 veröffentlichte Song She’s Soft and Wet basiert auf der Version von Prince, und 2005 interpretierte N’Dambi Soft and Wet neu. Crazy You wurde mehrfach gecovert: 1991 von dem US-amerikanischen Musiker Jimmy ‘Z’ Zavala, 1996 von der dänischen R&B-Sängerin Shirley (oder auch: Szirley), 1998 von Valerie Carter, 2006 von Osunlade sowie von Thom Hell und 2009 von Zo! featuring Sy Smith. Zudem basiert das Stück How Deep (1993) von Color Me Badd auf Crazy You.

## Mitwirkende

### Musiker
Alle Songs wurden von Prince arrangiert, komponiert, produziert und vorgetragen. Zudem spielte er alle Musikinstrumente selbst ein.

### Technisches Personal
- Prince – Schallplattencover-Design, Toningenieur
- Bernie Grundman – Mastering der Wiederveröffentlichung von 1984
- David Roeder (als „Dave Roeder“) – Toningenieur-Assistenz
- Jeff Farmakers von The Ad Company – Artdirector
- Joe Giannetti – Fotografie
- Michael Reese (als „Mike Reese“) († 1991) – Mastering
- Steve Fontano – Toningenieur-Assistenz
- Thomas Vicari – Executive Producer, Mixing, Toningenieur
- Persönliches Management von Prince – Owen R. Husney American Artist Inc.

## Konzerte

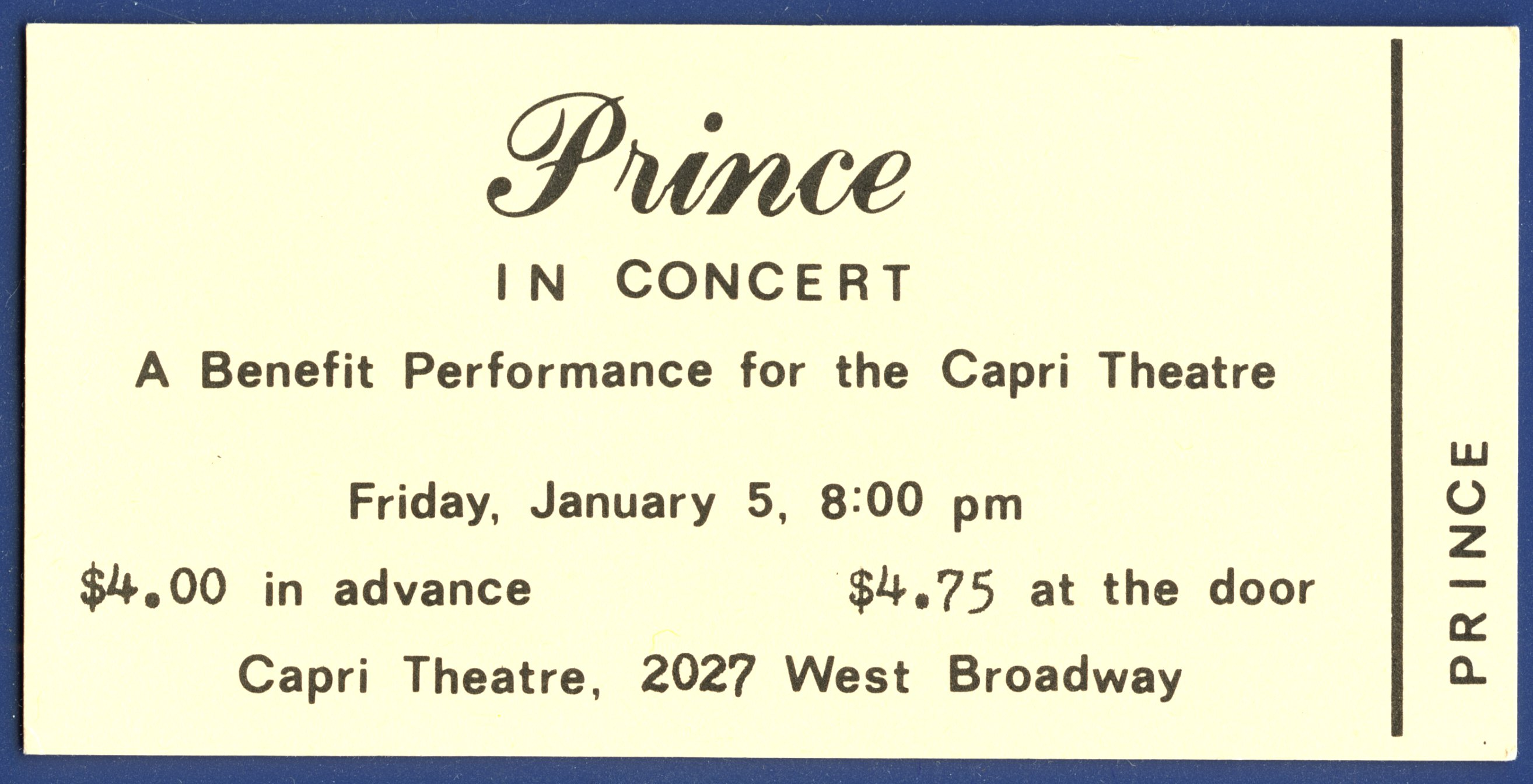
Eintrittskarte für Prince’ Konzertdebüt

Sein Konzertdebüt gab Prince am 5. Januar 1979 im Capri Theater in seiner Heimatstadt Minneapolis in Minnesota vor 250 Zuschauern. „Ich finde es extrem schwierig, vor Publikum zu spielen“, gestand er der überregionalen Tageszeitung Star Tribune damals in einem Interview. Am Folgetag gab Prince erneut ein Konzert im Capri Theater, zwei weitere am gleichen Tag im August 1979 im Leeds Rehearsal Facility North Hollywood in Los Angeles. Diese beiden Konzerte fanden als Präsentation ausschließlich vor Angestellten seiner Schallplattenfirma Warner Bros. Records statt. Die Warner-Manager waren jedoch von seinen Auftritten nicht überzeugt und beschlossen, er solle vorerst nicht auf Tournee gehen. Prince’ Begleitband bestand damals aus folgenden fünf Mitgliedern:
- André Cymone (* 27. Juni 1958 als André Simon Anderson in Minneapolis, Minnesota)[45] – Backing Vocals, E-Bass
- Bobby Z. (* 9. Januar 1956 als Robert B. Rivkin in St. Louis Park, Metropolregion Minneapolis-Saint Paul) – Schlagzeug
- Dez Dickerson (* 7. August 1955 als Desmond D’andrea Dickerson in Minneapolis, Minnesota) – Backing Vocals, Gitarre
- Dr. Fink (* 8. Februar 1957 als Matthew Robert Fink in St. Louis Park, Metropolregion Minneapolis-Saint Paul) – Backing Vocals, Keyboard
- Gayle Chapman (* 1957 in San Diego, Kalifornien)[46][47] – Backing Vocals, Keyboard

Bobby Z. und Dr. Fink waren von 1983 bis 1986 auch Mitglieder in The Revolution.

## Rezensionen
Massenmedien zeigten im Jahr 1978 an dem Album For You wenig Interesse und es wurde von musikalischen Fachzeitschriften kaum beachtet. Aus diesem Jahr ist lediglich eine Rezension der Tageszeitung Saint Paul Dispatch – der späteren St. Paul Pioneer Press – mit Quelle zu belegen. Jedoch konzentrierte sich dieser Bericht darauf, dass Prince im Alleingang ein Album bei einem Major-Label eingespielt hatte. Diese Tatsache nannte der Saint Paul Dispatch „ein technisches Wunder“, da es nur „ein Mensch gemacht hat“. Auf den musikalischen Stil der einzelnen Songs ging die Tageszeitung nicht ein und eine Note wurde auch nicht vergeben.
Erst in den darauffolgenden Jahren, als Prince’ Bekanntheitsgrad zunehmend anstieg, rezensierten einige Musikjournalisten das Album und bewerteten es überwiegend verhaltend, wobei das Stück Soft and Wet meist als bester Song hervorgehoben wurde. Zudem wurde oftmals hervorgehoben, For You sei nicht repräsentativ für seine spätere Alben, die meist wesentlich besser beurteilt wurden. Die Website AOTY (Album of the Year) errechnete eine Durchschnittsbewertung von 58 %, basierend auf fünf Rezensionen englischsprachiger Medien.
Simon Price vom The Guardian bewertete 37 Prince-Alben und setzte For You auf Platz 14. Er gab vier von fünf Sternen und schrieb, es sei ein „gelungenes Funk- und Soul-Debüt eines frühreifen 19-Jährigen, aber keine Spur von dem ungeheuer begabten Talent, das bald auftauchen sollte.“
Die beiden Musikjournalisten Albert Koch und Thomas Weiland von der deutschen Musikzeitschrift Musikexpress verteilten drei von sechs Sternen. Sie beschrieben For You als „ein konventionelles, zeittypisches – wenn auch immer noch sehr unterhaltsames –  R’n’B-Soul-Album“ und Soft and Wet sei der beste Song des Albums.
Stephen Thomas Erlewine von AllMusic zeichnete For You mit zwei von fünf Sternen aus; auf seinem Debütalbum zeige Prince „außergewöhnliche Fähigkeiten beim Arrangieren und Aufführen von Mainstream-R&B und Funk, aber sein Songwriting bleibt konventionell“, meinte er. Letztendlich sei For You „zwar kein schlechtes Album, aber nur ein angenehmes, das wenig von seinen erstaunlichen Talenten erkennen“ lasse, schrieb Erlewine als Fazit.
Die beiden Musikkritiker David Wilson und John Alroy gaben ebenfalls zwei von fünf Sternen und meinten, die Arrangements seien „unauffälliger Light Soul, alles Liebeslieder, anständig, aber gewöhnlich“. Prince’ Stimme sei zwar „hübsch“, lasse aber nicht auf seine späteren Leistungen schließen. Neben Soft and Wet sei der „Headbanger“ I’m Yours „das andere herausragende Stück“, während die Musik in Just as Long as We’re Together „einige sehr kitschige“ Liedtexte miteinander verbinde. Abschließend hoben Wilson und Alroy folgendes hervor: „Die extrem niedrige Bewertung hier soll nur andeuten, wie viel stärker sein späteres Werk ist.“
Robert Christgau verteilte auf einer Skala von „A+“ bis „F“ die Note „B–“ und bezeichnete das Album als „Disco-Rock-Pop-Funk-Mischung“. Er lobte vor allem die beiden Songs Baby und Soft and Wet, zudem sei Prince’ Falsettgesang besser als der von Stevie Wonder.

## Kommerzieller Erfolg

### Chartplatzierungen
| ChartsChartplatzierungen       | Höchstplatzierung | Wochen |
| ------------------------------ | ----------------- | ------ |
| Vereinigte Staaten (Billboard) | 138 (6 Wo.)       | 6      |

Im Jahr 1978 erreichte For You in den USA Platz 163. Die Höchstplatzierung erzielte das Album im Mai 2016, einen Monat nach Prince’ Tod. In Deutschland, Österreich, der Schweiz und im Vereinigten Königreich konnte sich For You weder vor noch nach seinem Tod in den Hitparaden platzieren.
| Jahr | Titel                                  | Höchstplatzierung, Gesamtwochen, AuszeichnungChartplatzierungen (Jahr, Titel, , Platzierungen, Wochen, Auszeichnungen, Anmerkungen) | Höchstplatzierung, Gesamtwochen, AuszeichnungChartplatzierungen (Jahr, Titel, , Platzierungen, Wochen, Auszeichnungen, Anmerkungen) | Höchstplatzierung, Gesamtwochen, AuszeichnungChartplatzierungen (Jahr, Titel, , Platzierungen, Wochen, Auszeichnungen, Anmerkungen) | Höchstplatzierung, Gesamtwochen, AuszeichnungChartplatzierungen (Jahr, Titel, , Platzierungen, Wochen, Auszeichnungen, Anmerkungen) | Höchstplatzierung, Gesamtwochen, AuszeichnungChartplatzierungen (Jahr, Titel, , Platzierungen, Wochen, Auszeichnungen, Anmerkungen) | Anmerkungen                                                                    |
| Jahr | Titel                                  | DE | AT | CH | UK | US | Anmerkungen                                                                    |
| ---- | -------------------------------------- | --- | --- | --- | --- | --- | ------------------------------------------------------------------------------ |
| 1978 | Soft and Wet For You                   | DEn.v.DE | ATn.v.AT | CHn.v.CH | UKn.v.UK | US92 (4 Wo.)US | Erstveröffentlichung: 7. Juni 1978 Nur in den USA und Südafrika ausgekoppelt   |
| 1978 | Just as Long as We’re Together For You | DEn.v.DE | ATn.v.AT | CHn.v.CH | UKn.v.UK | — | Erstveröffentlichung: 21. November 1978 Nur in den USA und Kanada ausgekoppelt |

Die Single Soft and Wet wurde 1978 in etwa 350.000 Mal verkauft.

### Musikverkäufe
For You wurde im Jahr 1978 in den USA in etwa 150.000 Mal verkauft. Bis zum Jahr 2018 steigerten sich die Albumverkäufe auf weltweit 950.000 Exemplare. Auszeichnungen für Gold- oder Platinstatus sind nicht bekannt.